# ツケオグモ属
ツケオグモ属 Phrynarachne Thorell, 1869 はカニグモ科のクモの群の1つ。腹部に疣状突起が多く、外見が鳥の糞に似ている。

## 特徴
体長2～15mm程度のカニグモ。ただしこの大きさは雄と雌の幅を合わせたもののようで、本属のクモの大きさとしてLin et al.(2022)では『大型から中型の大きさ、ただし雄は雌より遙かに小さくてその大きさの差は1:2かそれ以上』としている。背甲は長さと幅がほぼ等しいか、あるいはやや前後に長い。頭部には短い剛毛があり、その基部は瘤状に隆起している。眼は8個、前後2列に並ぶが、それぞれに比較的小さく、また眼の大きさの差は少ないが、前側眼は前中眼の1.5倍の大きさがある。前後2列共に後曲、つまり中眼より側眼が後方に位置する。額は狭くて前中眼2個の幅にほぼ等しい。上顎の前牙堤には2本の歯、後牙堤には1本の歯がある。下唇は縦長、つまり長さが幅より大きい。腹部は後ろが広がった台形をしており、その角の部分には多数の大きな瘤状突起があり、それぞれの先端には毛がある。
雌雄に関しては上記のように大きさの差が激しく、雄は雌に比べて遙かに小さい。形態的にはある程度似ている。ただし両性共に記載されている種は5種しかなく、さらに10種は原記載以降の記録がない。

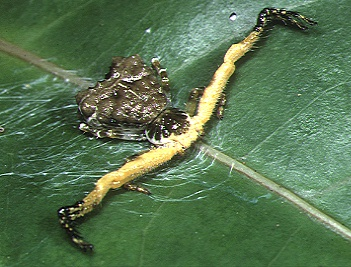
ヘリジロツケオグモ雌 葉の上で獲物を待つ姿
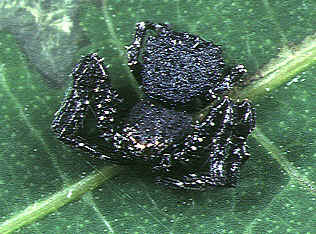
同・雄成体

## 分布と種
アジア、アフリカ、オーストラリアの熱帯域から温帯域に分布し、約30種程が知られる。 

## 習性など
待ち伏せ型の昆虫捕食者と思われる。樹木や草木の葉の上で静止しているところを発見されることが多い。
この属のクモは英名を Bird-dung spider と言い、葉の上に静止している姿が鳥の糞に見える。そのために糞に擬態して昆虫を誘引しているのではないか、つまり糞に擬態しているのではないかとの考えが繰り返し表明されてきた。古くはFoebes が1883年に P. desipens がセセリチョウの一種を捕獲する様子を記録し、このチョウが糞から吸汁する習性のあることを述べ、これを暗示的に示した。またMascord は1980年にオーストラリア産の種の捕食昆虫の情報からこのクモが匂い物質では得る位を誘引している可能性について言及している。しかしながらこれらの仮説を裏付ける証拠については検証の試みはあるものの裏付けられていない。糞への擬態、という点に関しては捕食者の目を逃れる効果も考えられている。

## 下位分類
上記のように30種以上が記載されており、日本では以下の2種が知られている。それ以外のものに関してはカニグモ科の属一覧・カニグモ科の種一覧を参照されたい。
- Phrynarachne ツケオグモ属
- P. ceylonica ヘリジロツケオグモ
- P. katoi カトウツケオグモ